# 찰리 브라운 주니어

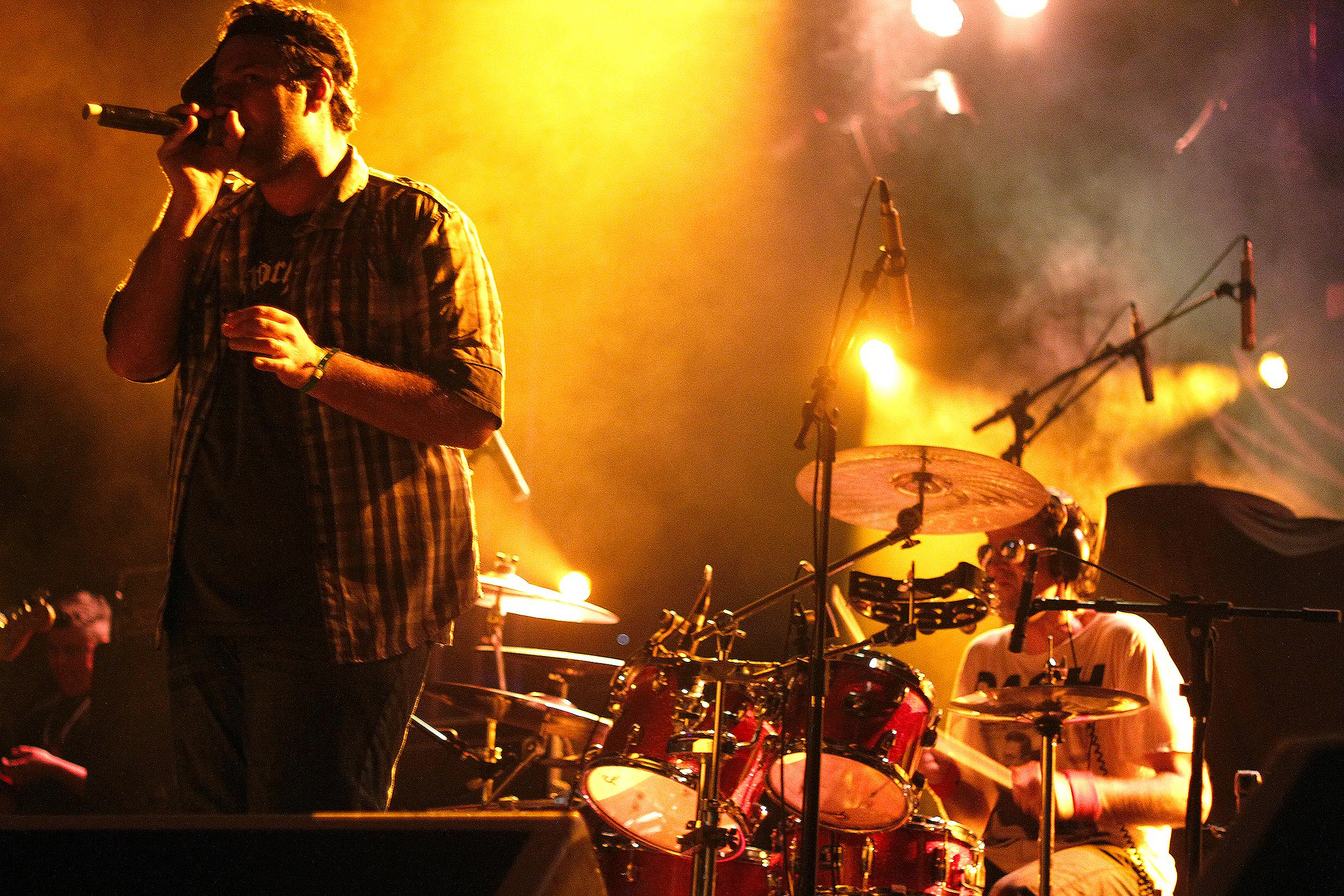

찰리 브라운 주니어(Charlie Brown Jr.)는 록, 하드코어, 레게, 랩, 스케이트 펑크 장르의 음악을 하며, 1992년 브라질 상파울루 산투스에서 결성된 브라질의 밴드이다. 찰리 브라운 주니어의 가사는 현대 젊은이들의 보편적인 관점에서 사회를 비판했다. 모든 밴드 멤버는 상 파울루에서 태어난 쇼랑(Chorão)을 제외하고, 산투스에서 태어났다.